# Iguaçu (rzeka)
Iguaçu (port. Iguaçu, hiszp. Iguazú) – rzeka w południowej Brazylii i północnej Argentynie, lewy dopływ rzeki Paraná. Rzeka ma 1320 km długości i 62 tys. km² powierzchni dorzecza.
Wypływa z gór Serra do Mar niedaleko brazylijskiego wybrzeża w stanie Parana. Źródła znajdują się w pobliżu Kurytyby. Rzeka kieruje się w kierunku zachodnim w głąb lądu poprzez Wyżynę Brazylijską. Na rzece znajduje się jeden z największych wodospadów świata i największy w Ameryce Południowej składający się z 275 progów skalnych wodospady Iguaçu.